# Het Stadsmus

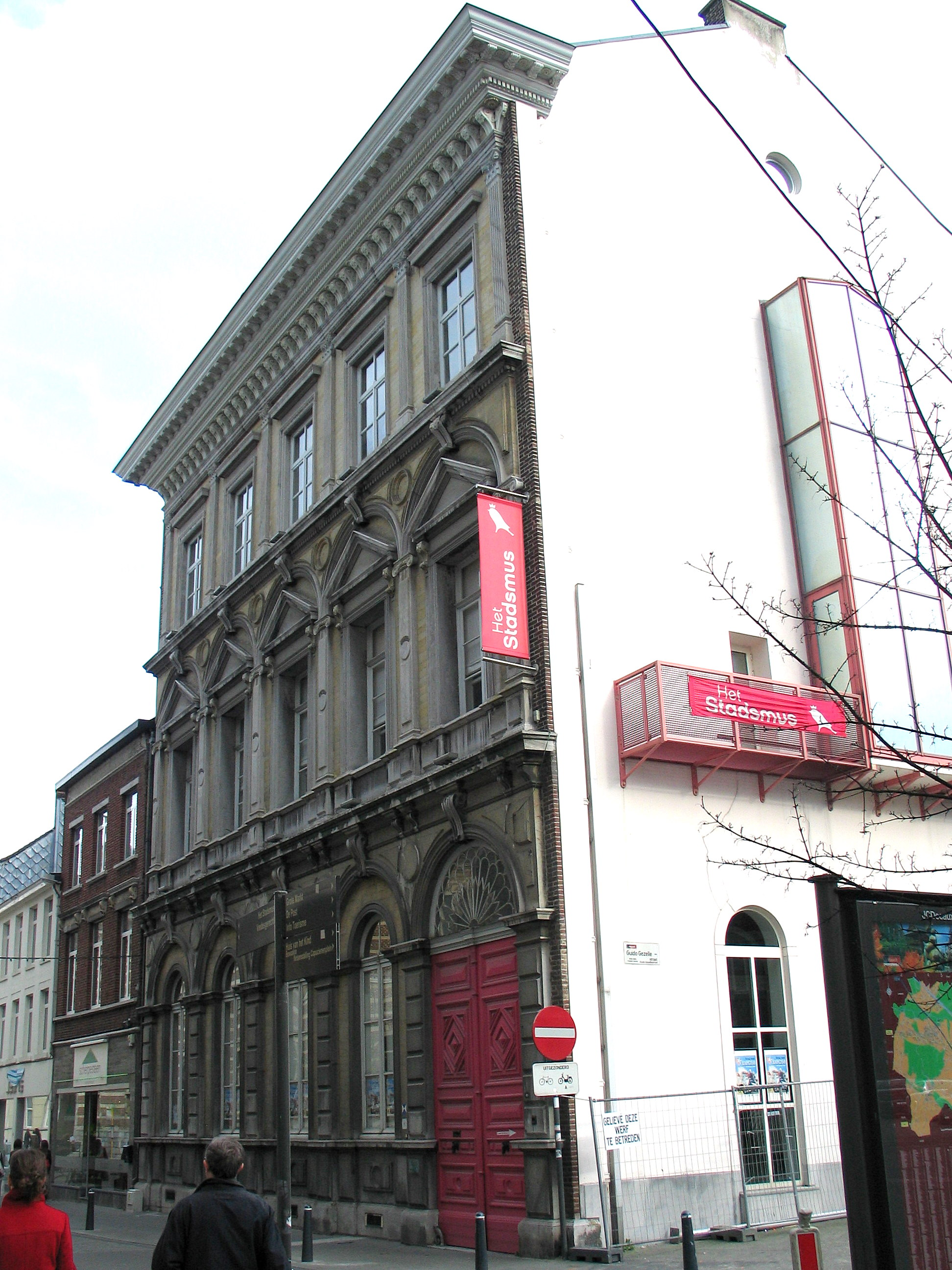
Het Stadsmus

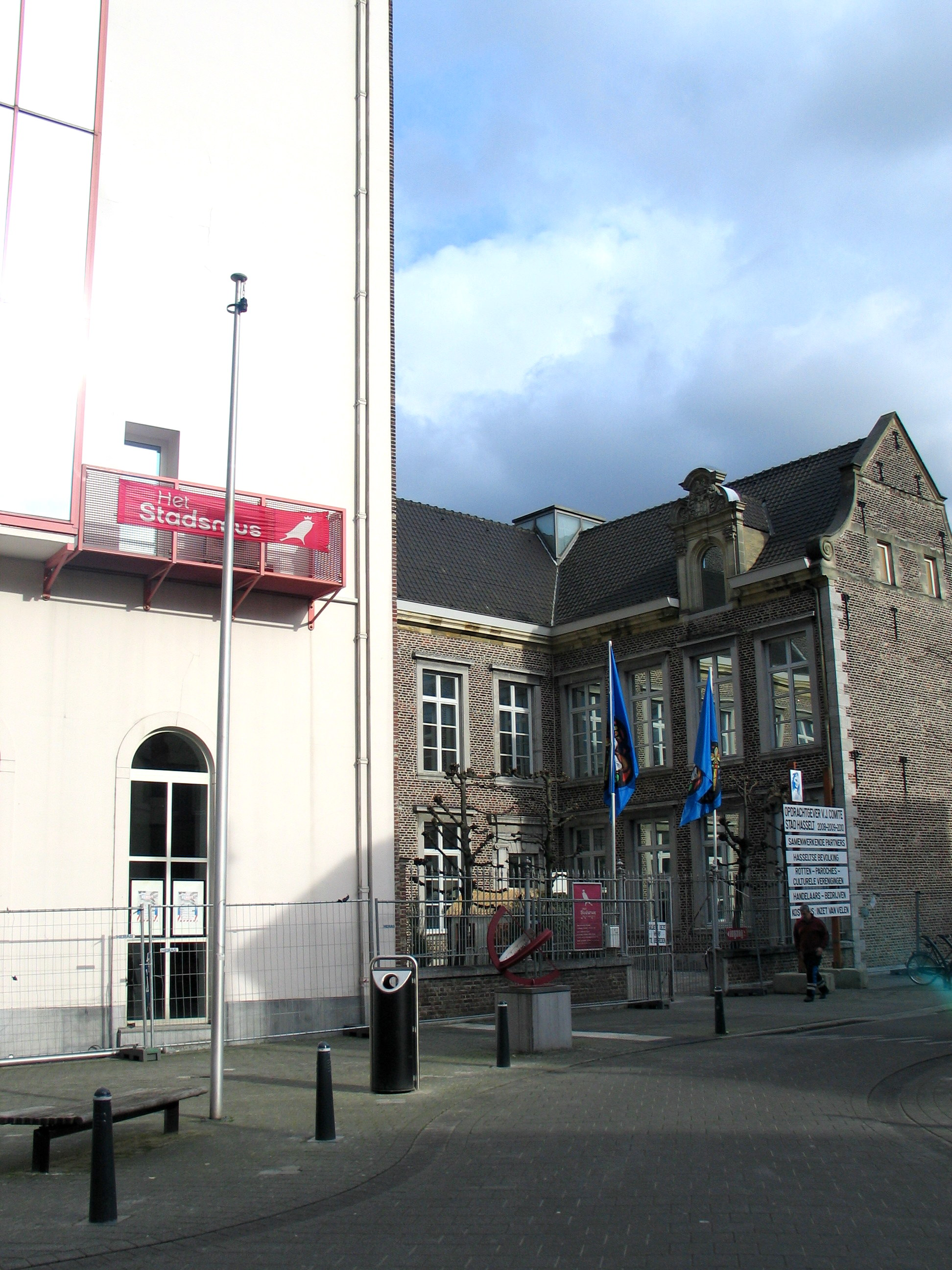

 Het Stadsmus, vroeger Stedelijk Museum Stellingwerff-Waerdenhof genoemd, is een stedelijk museum in Hasselt.

## Toelichting
Het museum is ondergebracht in twee, aaneengesloten patriciërswoningen op de hoek van de Maastrichterstraat en de Guido Gezellestraat. Het Waerdenhof werd in 1680 gebouwd en Stellingwerff (zie Guillaume Stellingwerff), opgetrokken in 1857. De stad en haar inwoners worden in het museum vanuit historisch, politiek, volkskundig en cultuurhistorisch perspectief belicht. De plaats die Hasselt achtereenvolgens had in het graafschap Loon, het prinsbisdom Luik en in de huidige provincie Limburg komen ook aan bod.
Het museum stelt onder meer voorwerpen uit de abdij van Herkenrode tentoon, zoals de monstrans uit verguld zilver die priorin Aleidis van Diest in 1286 in Parijs bestelde. Het zou de oudste monstrans ter wereld zijn.
Bij de economische geschiedenis neemt keramiek een bijzondere plaats in: het museum toont een aantal pronkstukken van de Hasseltse keramiekfabriek (‘Manufacture de Céramiques Décoratives de Hasselt’), die tussen 1895 en 1954 werkzaam was op de plek van de huidige Bibliotheek Hasselt Limburg. Verder is er religieus en burgerlijk zilver van 17e en 18e-eeuwse Hasseltse edelsmeden, o.a. van de families Philippen, Frederici, Sigers en Cleersnijders. De Virga Jessefeesten en de verering van het Sacrament van Mirakel komen in beeld als tradities - of immaterieel cultureel erfgoed - die typisch voor Hasselt zijn, weliswaar met een netwerk in de brede regio. Kunst van Hasseltse kunstenaars is doorheen het museum permanent zichtbaar, met werken van Koen Vanmechelen, Fred Eerdekens, Hugo Duchateau, Piet(er) Stockmans en Herman Blondeel.
Tijdelijke tentoonstellingen brengen thema’s uit de Hasseltse geschiedenis of aspecten van Hasseltse kunst onder de aandacht. Vijfmaal per jaar zijn er lezingen in de reeks KEiK (Kunst en Erfgoed in de Kijker) en het Hessels Ouër houdt het Hasselts dialect levendig. Voor gezinnen met kinderen (6 tot 12 jaar) biedt het museum verschillende educatieve programma’s en een luisterroute door de stad aan.

De Vrienden van Het Stadsmus is een vereniging van sympathisanten die de collectie en museumwerking met raad en daad ondersteunen.

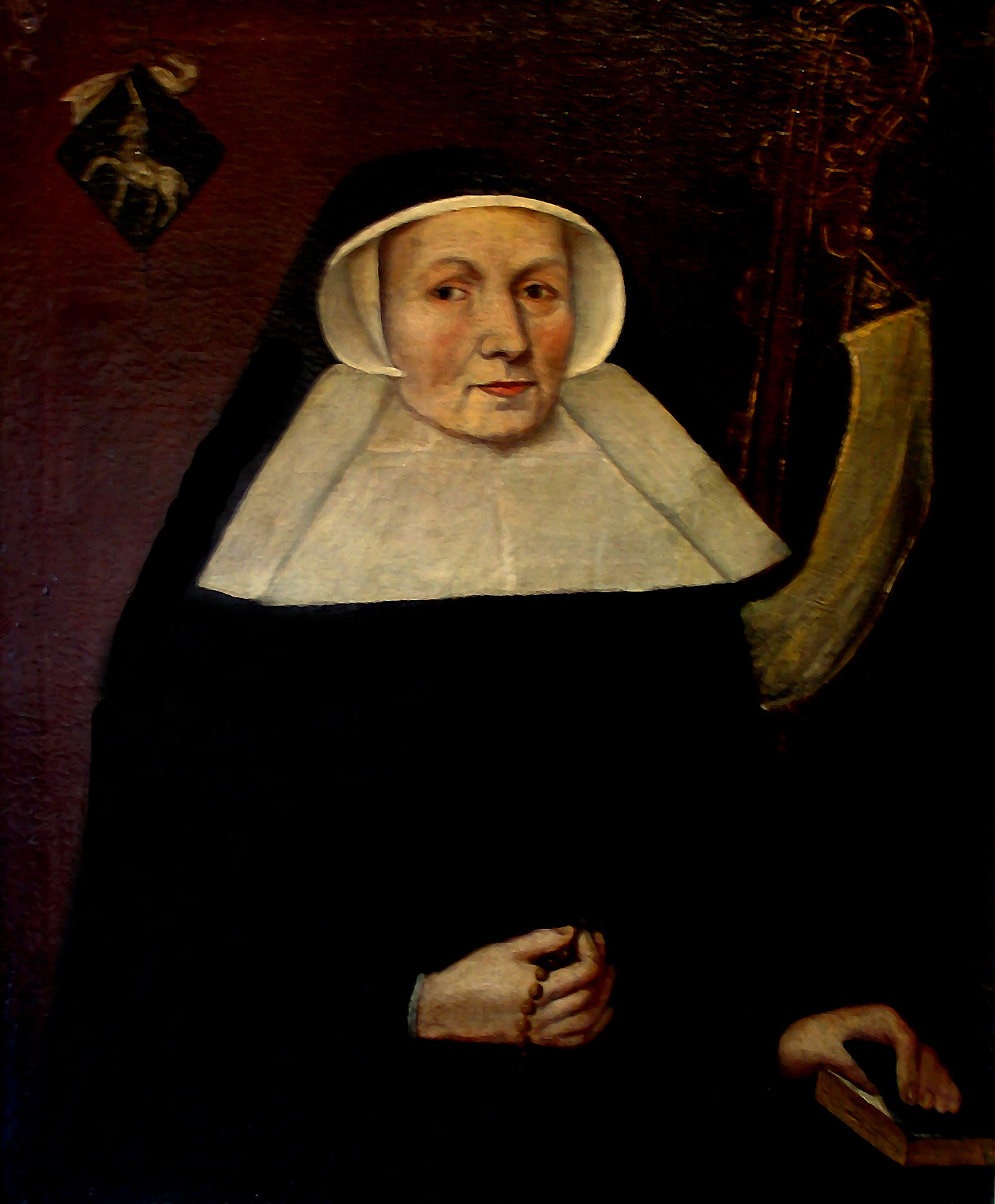
Schilderij van Beatrix van Reckhoven in het museum
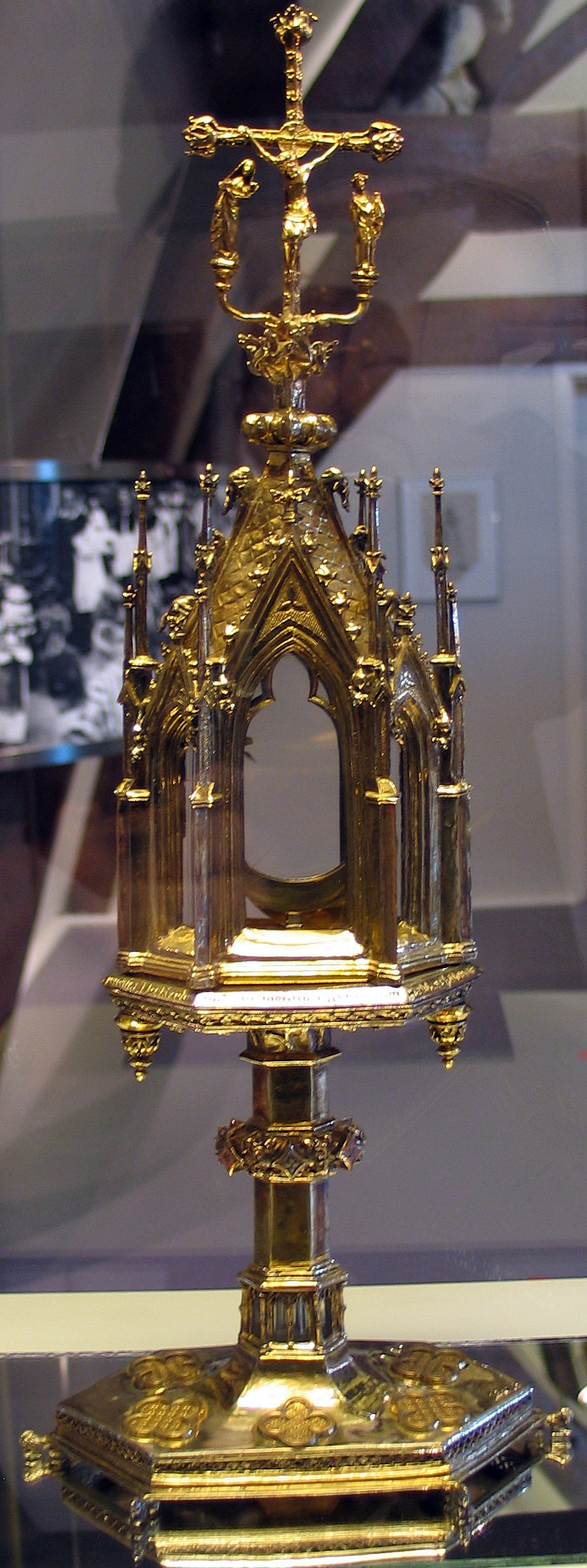
Monstrans van Herkenrode (zie tekst)
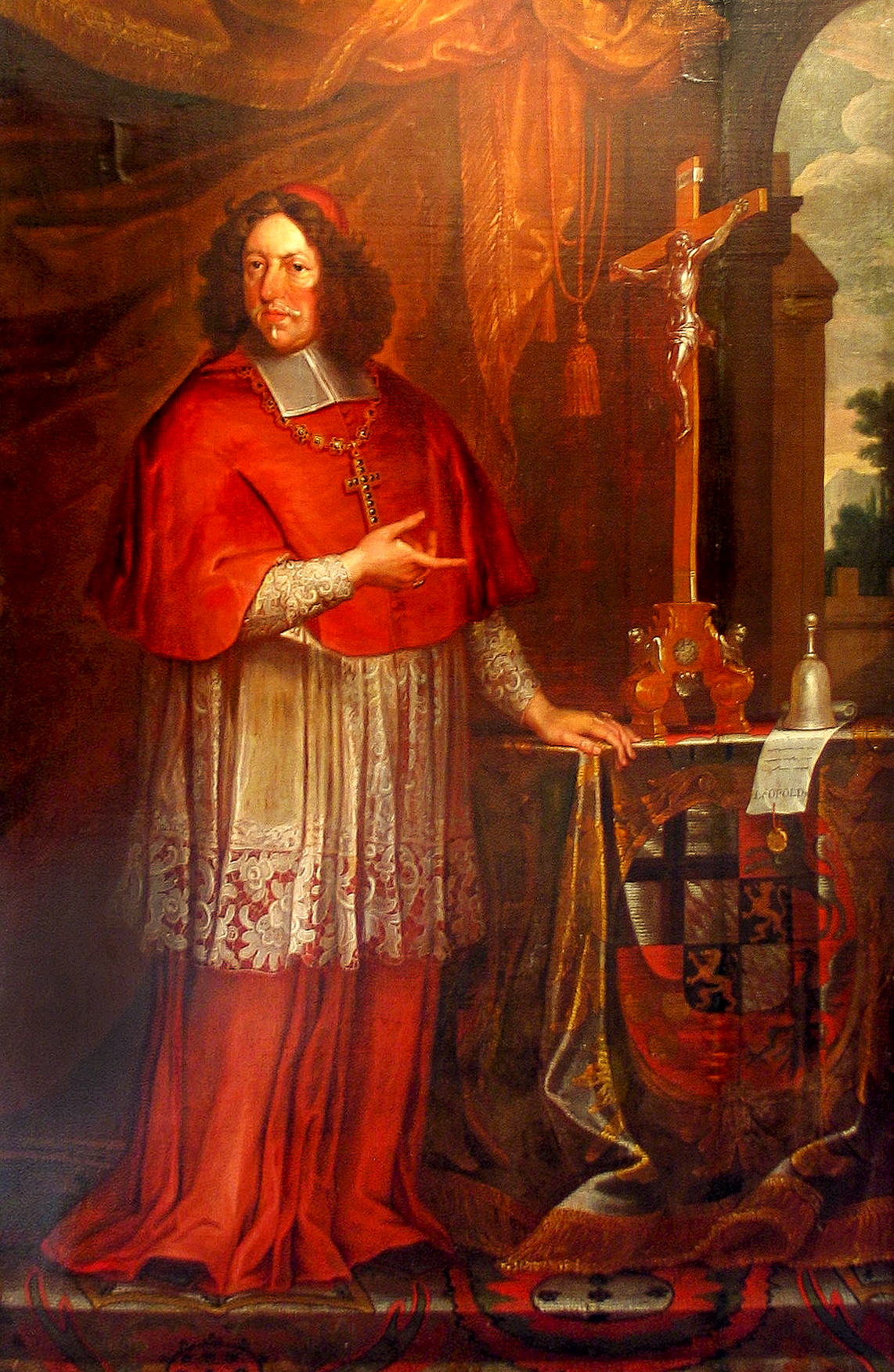
Anoniem schilderij van Maximiliaan Hendrik van Beieren